# Gare de Matsushimakaigan
La gare de Matsushimakaigan (松島海岸駅, Matsushimakaigan-eki) est une gare ferroviaire du bourg de Matsushima, dans la préfecture de Miyagi au Japon. La gare est exploitée par la compagnie JR East.

## Situation ferroviaire
La gare de Matsushimakaigan est située au point kilométrique (PK) 23,2 de la ligne Senseki.

## Historique
La gare de Matsushimakaigan a été inaugurée le 18 avril 1927 sous le nom de Matsushima-kōen. Elle prend son nom actuel en 1940. Le bâtiment voyageur actuel date de 2021.

## Service des voyageurs

### Accueil
La gare dispose d'un bâtiment voyageurs, avec guichets, ouvert tous les jours.

### Desserte
- Ligne Senseki :
  - voie 1 : direction Yamoto et Ishinomaki
  - voie 2 : direction Sendai et Aoba-dōri